# Pieni-Uramo
Pieni-Uramo är en sjö i kommunen Valtimo i landskapet Norra Karelen i Finland. Den är 7,8 meter djup. Arean är 45 hektar och strandlinjen är 5,19 kilometer lång. Sjön  ingår i Vuoksens huvudavrinningsområde.   Den ligger omkring 130 kilometer norr om Joensuu och omkring 440 kilometer nordöst om Helsingfors. 